# 汶莱鞭刑
鞭刑是一种在汶莱广泛施行的合法体罚，可再细分为以下三种情形：司法/监狱鞭刑、沙里亚鞭刑、以及感化院体罚。汶莱的鞭刑制度与邻国新加坡和马来西亚相似，都是从大英帝国统治时期保留下来的。
三种情形中，司法鞭刑的程度最为严重。司法鞭刑只适用于50岁以下、身体健康的男性罪犯，适用范围广泛，通常是严重罪行，例如强奸、贩毒和抢劫，一次庭审最多只能判处24下鞭刑。司法鞭刑由受过专门训练的监狱局人员在监狱内执行，用一根0.5英寸（1.3）粗的藤鞭抽打犯人的屁股，同时有医生在场监督整个过程。
由于大部分汶莱国民是穆斯林，政府除了实施一般刑法制度，还对穆斯林施行伊斯兰教法（沙里亚）。触犯教法的男女穆斯林（包括外籍穆斯林）可被沙里亚法院判处鞭刑。沙里亚鞭刑比司法鞭刑较轻许多，犯人受罚时穿得严严实实的，由同样性别的行刑官用藤鞭抽打背部，行刑官出手时也不可举起手臂。

## 司法鞭刑
汶莱鞭刑起源于大英帝国和英属印度的刑法。大英帝国于18和19世纪时在马来亚，新加坡和汶莱一带成立海峡殖民地，将鞭刑正式编入《海峡殖民地刑法第4条例》。 汶莱于1984年独立后，在法律中保留了鞭刑条款。
汶莱刑事诉讼法第257至260项说明有关鞭刑的条例：
- 女性、50岁以上的男性和死刑犯不会被判鞭刑。[2]
- 成年犯每次最多只能被鞭24下。[3]
- 藤制刑鞭的粗度不能超过0.5英寸（1.3）。[3][4]
- 未成年犯将以‘学校体罚方式’受鞭刑，上限为18鞭，所用的刑鞭是细鞭。[3][4]
- 医生必须在场检查犯人并证实犯人的身体状况适合受鞭刑。[5]
- 如果犯人身体状况不适合受鞭刑，法院会免除鞭刑并延长犯人的监禁期，最多只能延长24个月。[6]

汶莱法律中适用鞭刑的罪行有很多种，其中包括造成严重身体伤害、绑架、强奸、偷窃、抢劫、勒索和非法侵入住宅。鞭刑对以下罪行是强制性的：强奸、绑架和签证过期非法滞留。 据美国国务院说，2009年1月至10月间有184个犯人被判鞭刑，多数都是毒贩和非法滞留者。 2007年，68个外籍劳工因为非法滞留被判鞭刑。
汶莱司法鞭刑的执行方式与邻国新加坡和马来西亚的相似。鞭刑从不分期执行，对成年犯从不单独判罚，总是伴随着监禁。犯人受刑时脱光全身衣服，弯腰俯身趴在木制刑架上，双脚在一起，手腕和脚踝被固定在刑架上，以弯腰将近90度的姿势受刑，腰部之间绑上一个垫枕或软垫，以防伤了肾脏和脊椎骨。行刑官按照命令，使出全力用藤鞭抽打犯人的屁股。
未成年犯以‘学校体罚方式’受鞭刑，不必脱裤子光着屁股挨打。除此之外，未成年犯可被单独判鞭刑，不判监禁。
鞭刑完毕后，犯人的屁股通常會皮開肉綻、鮮血直流。医护人员把犯人送往医疗室治疗，先将血迹擦掉，然后在伤口涂抹抗菌剂和紫药水，必要时会包扎伤口。 伤口大约要一周至一个月之间才能痊愈。根据许多报告的描述，鞭刑通常会留下永久性疤痕。
据当地媒体报道，汶莱监狱局有时在学校举办讲座教育学生，又或者带学生参观监狱，用人体模型示范鞭刑。

### 汶莱、马来西亚和新加坡的鞭刑比较
|              | 汶莱鞭刑 | 马来西亚鞭刑 | 新加坡鞭刑 |
| ------------ | --- | --- | --- |
| 伊斯兰法鞭刑 | 实行 | 实行 | 不实行 |
| 未成年犯     | 地方法院有权力对16岁以下的男犯判处鞭刑。未成年犯穿着衣服，以“学校体罚方式”受鞭刑。                               | 地方法院有权力对16岁以下的男犯判处鞭刑。未成年犯穿着衣服，以“学校体罚方式”受鞭刑。                                               | 只有最高法院有权力对16岁以下的男犯判处鞭刑。                                                                     |
| 年龄上限     | 50岁以上的男性犯人不会被判处鞭刑。                                                                               | 50岁以上的男性犯人不会被判处鞭刑，但性侵犯例外。2008年4月，一名56岁男子犯强奸罪，被判57年监禁和鞭打12下。                        | 50岁以上的男性犯人不会被判处鞭刑。                                                                               |
| 鞭数上限     | 24鞭（成年犯），18鞭（未成年犯）                                                                                 | 24鞭（成年犯），10鞭（未成年犯）                                                                                                 | 24鞭（成年犯），10鞭（未成年犯）                                                                                 |
| 用词         | 法典和媒体报道都用“whipping”一词来指鞭刑。                                                                       | 正确的词汇是“whipping”，“caning”是非正式用语，但是媒体报导经常用“strokes of the cane”或“strokes of the rotan”来指鞭刑。          | 法典和媒体报道都用“caning”一词来指鞭刑。                                                                         |
| 刑鞭粗度     | 长度1.2米（3.9英尺），粗度1.27 cm（0.5英寸）                                                                     | 长度1.09米（3.6英尺），粗度1.25 cm（0.49英寸）                                                                                   | 长度1.2米（3.9英尺），粗度1.27 cm（0.5英寸）                                                                     |
| 刑鞭         | 使用的刑鞭是一样的。                                                                                             | 粗鞭是用来鞭打犯重罪且年滿18歲的犯人，细鞭是用来鞭打犯轻罪及未滿18歲的犯人。                                                     | 使用的刑鞭是一样的。                                                                                             |
| 行刑方式     | 犯人弯腰俯身趴在刑架上，双脚在一起，以弯腰将近90度的姿势受刑，腰部之间绑上一个垫枕或软垫，以防伤了肾脏和脊椎骨。 | 犯人的前下半身趴在刑架上的靠垫，双手被捆绑在刑架上面，以双腿伸展的姿势受刑，身上套着一种特制的“框子”遮盖腰部和大腿，只露出屁股。 | 犯人弯腰俯身趴在刑架上，双脚在一起，以弯腰将近90度的姿势受刑，腰部之间绑上一个垫枕或软垫，以防伤了肾脏和脊椎骨。 |

## 沙里亚鞭刑
2014年，汶莱苏丹哈桑纳尔·博尔基亚决定在国内实行沙里亚（伊斯兰教法）。触犯教法的男女教徒可被沙里亚法院判处鞭刑。该年2月，汶莱政府派了一个考察团到沙特阿拉伯了解如何实行沙里亚。 汶莱如今已经在实行沙里亚。